# Schloss Alme

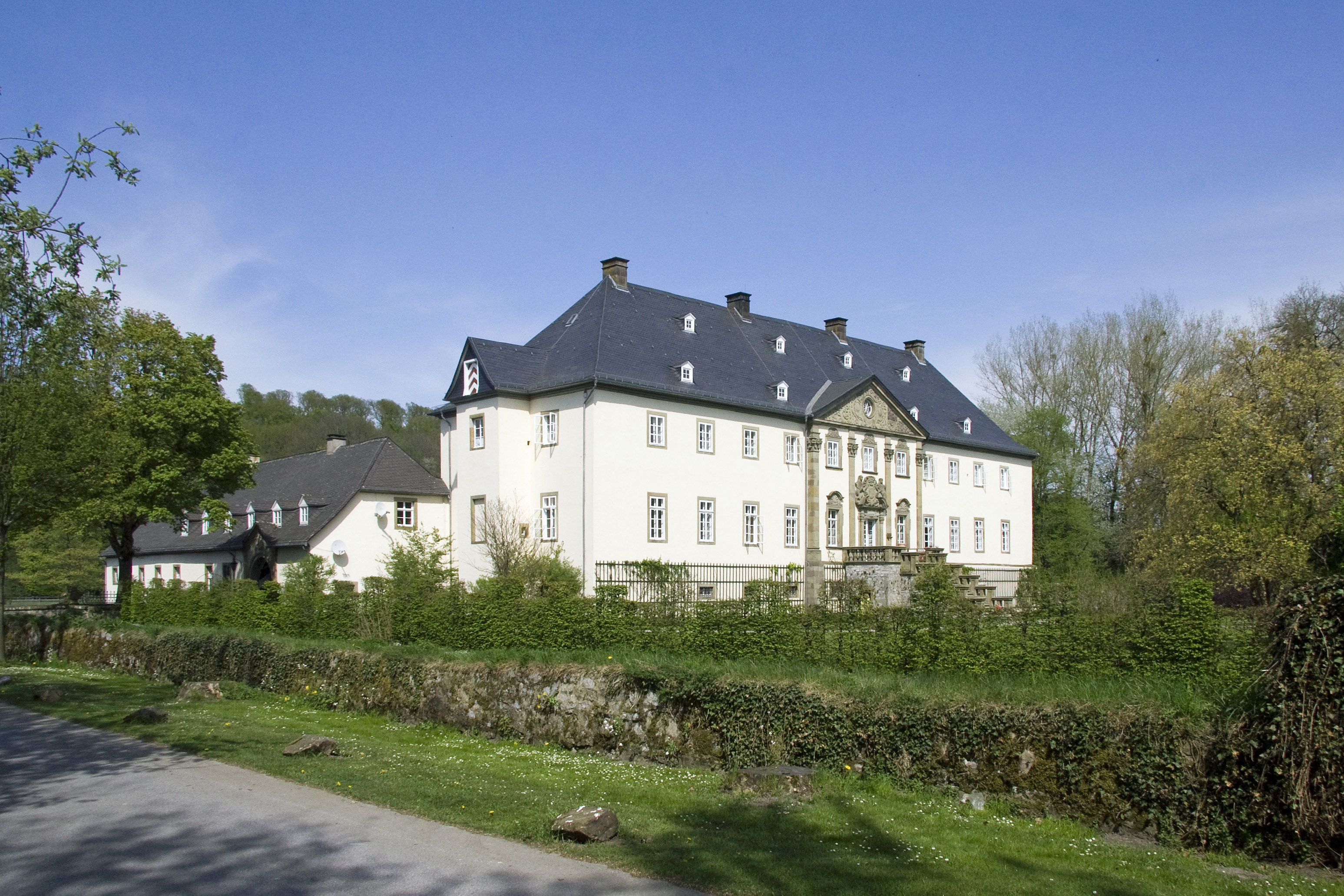
Schloss Alme

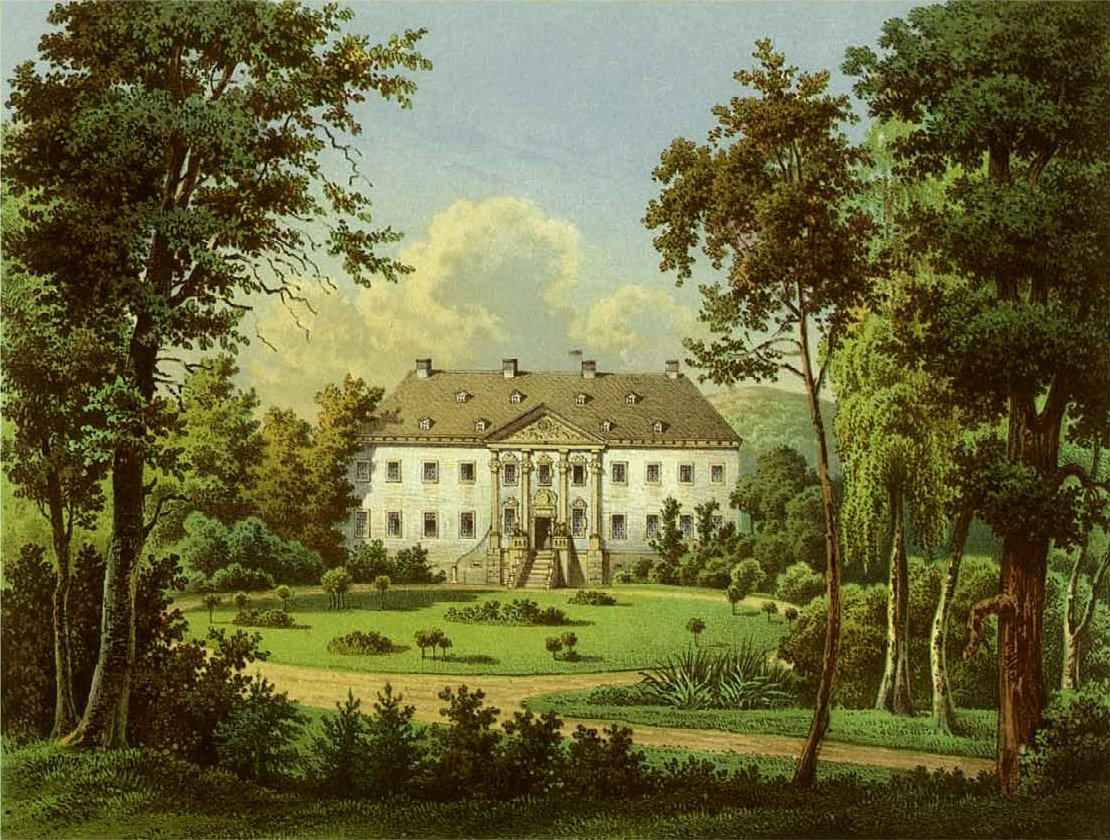
Schloss Alme um 1860, Sammlung Alexander Duncker

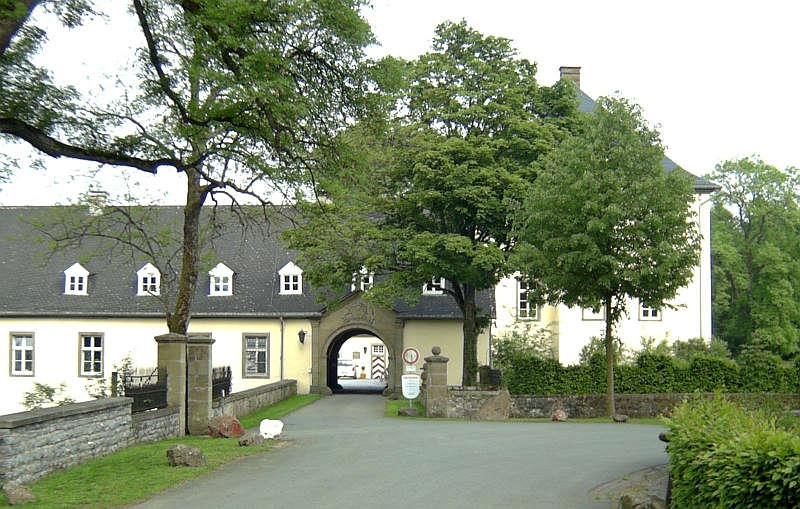
Einfahrt zum Schloss

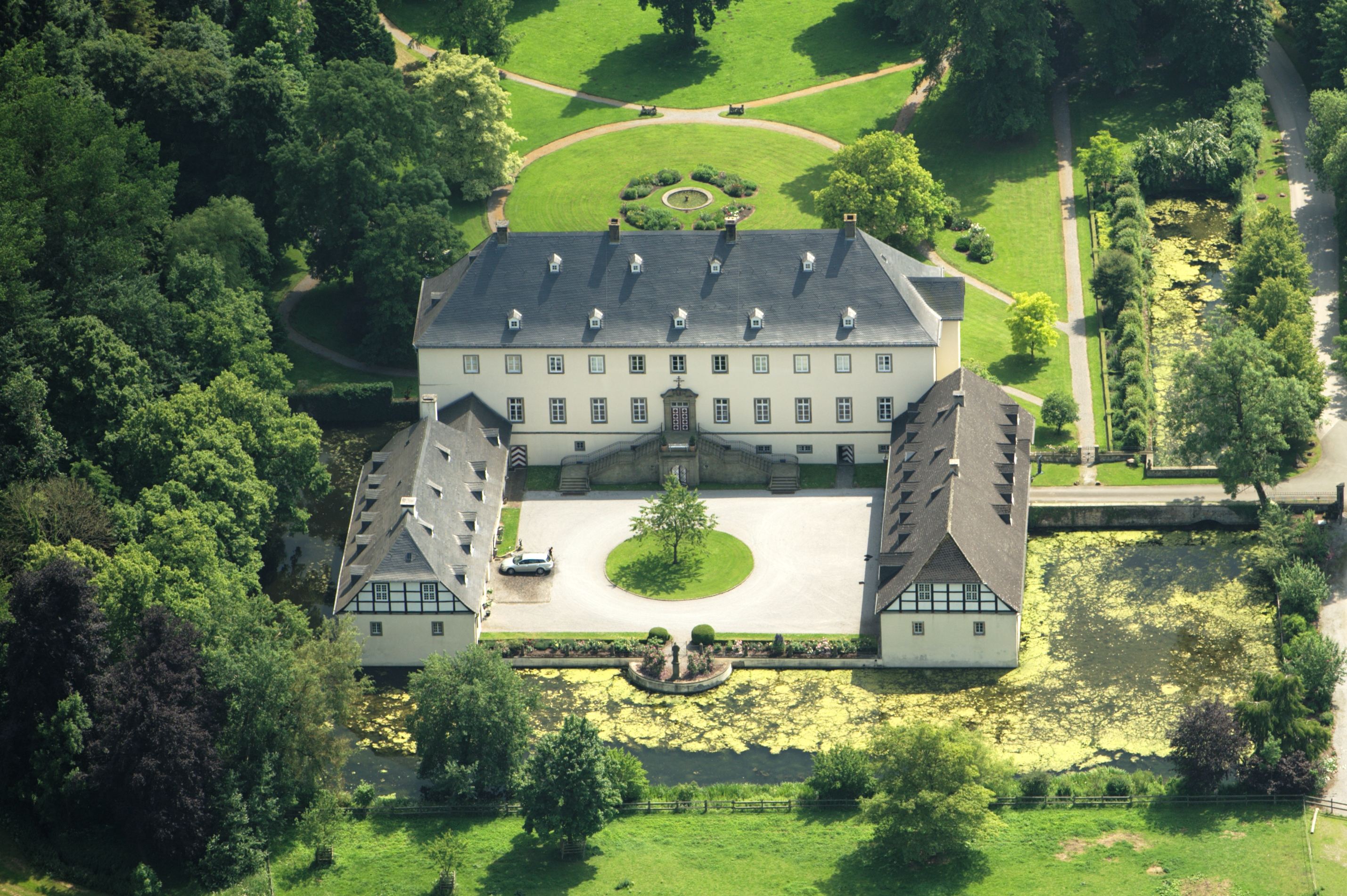
Schloss Alme aus nördlicher Richtung

Schloss Alme liegt in Alme, einem Ortsteil von Brilon, im Hochsauerlandkreis in Nordrhein-Westfalen, Deutschland.

## Geschichte
Die Geschichte des Schlosses Alme (ehemalige Burg Niederalme) ist eng mit der Burg Oberalme (heutiges Gut Haus Tinne) verknüpft. 1325 wurde die Burg Oberalme erbaut. Zu dieser Zeit gehörte der Archidiakonatsbereich Hallinghausen mit Alme politisch zum kölnischen Herzogtum Westfalen, kirchlich aber zur Diözese Paderborn.
Die Herren von Thülen verkauften 1428 ihr Haus und Steinwerk in Niederalme mit allen dazugehörigen Gütern an Godert von Meschede. Zwei Jahre später, 1430, überließ Erzbischof Dietrich von Köln seinem Gefolgsmann Godert von Meschede das Gut Tinne als „wüste Hofstätte“.
1493 kam es erstmals zur Unterscheidung zwischen den beiden Häusern zu Ober- und Niederalme, die jedoch beide den Vettern Gerd und Heinrich von Meschede als gemeinsamer Besitz gehörten. Der Bau der Burg Niederalme durch Gerhard von Meschede erfolgte dann 1506. Im Rahmen einer Erbauseinandersetzung kam es im Jahr 1589 zur Teilung des Besitzes.
Später konnte Wilhelm Rötger von Meschede die beiden Rittersitze wieder vereinigen. In der ersten Hälfte des 18. Jahrhunderts ließ Dietrich Adam von Meschede (Sohn von Wilhelm Rötger) das heutige barocke Wasserschloss Alme auf dem Besitz der alten Niederalmer Burg errichten. Die Front zur Südseite trägt neben dem Allianzwappen Meschede und Bruch die Jahreszahl 1744. Ältere Bauteile der Burg wurden beim Bau des Schlosses mit einbezogen. Im 19. Jahrhundert war Dieterich von Bocholtz Majoratsherr. 1912 gelangte das Schloss nach mehrfachem Besitzerwechsel in den Besitz der Grafen von Spee.

## Architektur und Ausstattung

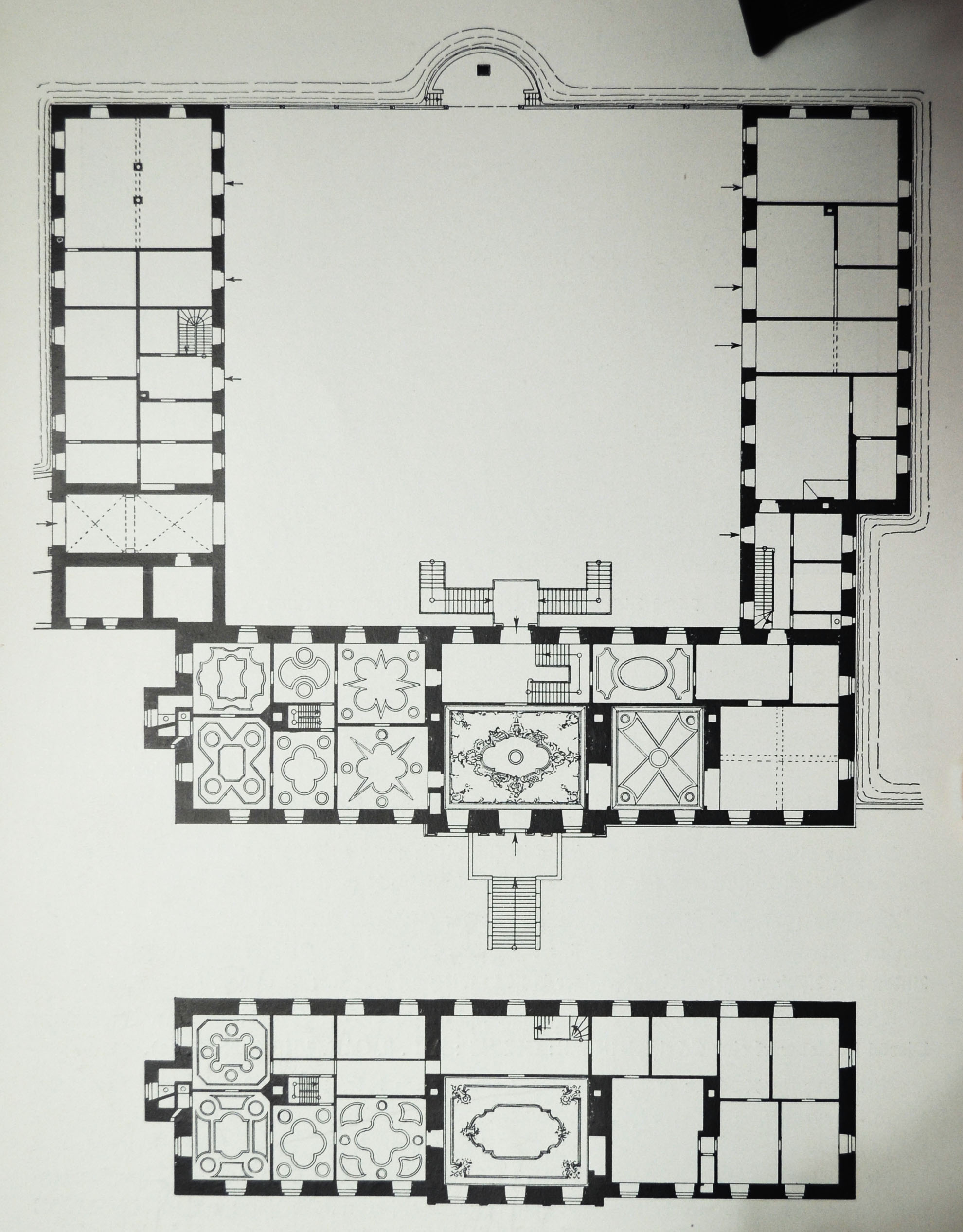
Grundriss von Erd- und Obergeschoss

Die dreiflügelige Anlage aus Herrenhaus (Gebäude) und Ökonomiebauten wurde um einen nach Norden hin geöffneten Innenhof gebaut. Das Bruchsteinmauerwerk mit Werksteingliederung wurde verputzt. Auf drei Seiten wird die Anlage von einer Gräfte umflossen. Das Herrenhaus, ein breitgelagerter Bau von zwei Geschossen steht auf einem hohen Sockel. Es ist mit einem Walmdach gedeckt. Der linke westlich gelegene Teil an der Kopfseite, ohne den hohen, vorspringenden Sockel, gehört noch zu einem Vorgängerbau. Die Front zur Parkseite mit einem dreiachsigen Risalitvorbau ist durch Pilaster gegliedert. Das reiche Portal mit Kartuschen auf der Verdachung, trägt das Wappen derer von Meschede-Bruch und die Jahreszahl 1744. Die Fenster sind reich umrahmt und verdacht. Das Haus ist über eine hofseitige, zweiläufige Freitreppe begehbar. Die Treppe mit dem Wappen Bochholtz-Schade ist wohl 1830 entstanden. Durch das Portal gelangt man in ein weitläufiges Treppenhaus und dann in den Gartensaal mit Stuckdecke. Auch andere Räume, insbesondere die des Westteiles sind mit Stuckdecken ausgestattet. Die Seitenflügel mit Knüppelwalmdach sind eingeschossig. Die Durchfahrt mit dem straßenseitig übergiebeltem Portal zeigt das Wappen von Meschede-Bruch und die Jahreszahl 1756. Auf der Hofseite finden sich in den beiden Bogenzwickeln zwei ältere Wappensteine. Das Linke mit der Unterschrift Meschede 1601, das Rechte zeigt einen gekrönten Löwen und die Schrift BEVREN (Philipp von M, kurkölnischer Rat, Droste zu Brilon, 9. September 1582 Anna von Büren. Die Ostwand des Westflügels wird durch eine reich ausgeführte Tür mit Oberlicht gegliedert. In der Westwand des Ostflügels sind zwei Wappensteine derer von Meschede-Bruch angebracht, einer trägt die Jahreszahl 1750 der andere ist nicht bezeichnet. Im Schlosspark steht auf einem Vorsprung über der Gräfte eine Sandsteinfigur des Johannes Nepomuk. Sie ist 1,70 Meter hoch. Das Wappen im Sockel ist mit Anno 1759 bezeichnet.

## Restaurant Almer Schlossmühle
Das im November 2013 von Martin Steiner eröffnete Restaurant Almer Schlossmühle in der Schlossmühle direkt neben dem Schlossgelände und auch im Besitz von Graf von Spee wurde 2015 und 2016 vom Gault-Millau mit 13 Punkten bewertet und erhielt eine Mütze („sehr gute Küche“).